# Upplands runinskrifter 1085
Upplands runinskrifter 1085 är en vikingatida runsten i Högsta, Bälinge socken och Uppsala kommun. Runstenen beskrevs på 1600- och 1700-talet av bland andra Rhezelius, Peringskiöld och Olof Celsius som stående vid en äng nära gravområdet vid Backarna i Bälinge. I mitten av 1800-talet var den en tid försvunnen, men den nedre delen hittades i en mindre bro söder om Högsta år 1863 av Dybeck. År 1914 hittades överdelen, återigen i en bro som då skulle rustas upp, även den bron låg söder om Högsta, men det framgår inte om det var samma bro. En tredje bit hittades under dikningen och stenens tre bitar lagades med cement och järnkrampor, samt ställdes upp vid vägen strax norr om bron. Den rengjordes 2006 och imålades 2008.
Stenen är av röd granit, 1,42 meter hög, 1,57 meter bred (vid basen) och 0,2-0,4 meter tjock. Ristningen är på stenens östra sida och runhöjden är cirka 7 centimeter. Ristningslinjerna är tydligt och djupt huggna.
Stenen är inte signerad, men ristaren är, enligt Erik Brate, runmästaren Öpir. Det kan vara så, enligt Elias Wessén och Sven B.F. Jansson, eller så är ristningen utförd i Öpirs stil.

## Inskriften
Translitterering av runraden:
kulefr ' u(k) ' s[i]oli ' litu ' risa ' iftiʀ ' ikifast ' sun [' i]arunta
Normalisering till runsvenska:
Gullæifʀ ok Sioli letu ræisa æftiʀ Ingifast, sun Iarundaʀ/Iarunda.
Översättning till nusvenska:
Gullev och Sioli läto resa efter Ingefast, Järunds son.